# Loures
Loures is een plaats en gemeente in het Portugese district Lissabon.
De gemeente heeft een totale oppervlakte van 169 km² en telde 199.059 inwoners in 2001.

## Kernen
De volgende freguesias liggen in de gemeente:
- Apelação
- Bobadela
- Bucelas
- Camarate
- Fanhões
- Frielas
- Loures
- Lousa
- Moscavide
- Portela
- Prior Velho
- Sacavém
- Santa Iria de Azóia
- Santo Antão do Tojal
- Santo António dos Cavaleiros
- São João da Talha
- São Julião do Tojal
- Unhos